# Tasimia denticulata
Tasimia denticulata är en nattsländeart som beskrevs av Jacquemart 1965. Tasimia denticulata ingår i släktet Tasimia och familjen Tasimiidae. Inga underarter finns listade i Catalogue of Life.